# Partido Filopolita
El Partido Filopolita fue agrupación política de Chile, formada en 1835 y extinguida en 1836.
Al finalizar el primer período presidencial de Joaquín Prieto Vial, en agosto de 1835, se produjo en el grupo gobernante un quebrantamiento debido a la diversidad de criterio respecto a algunas materias políticas de cierta importancia. Una de ellas fue la actitud del ministro del Interior Joaquín Tocornal, fervoroso creyente, que fue considerada por Manuel José Gandarillas, Diego José Benavente y Manuel Rengifo, que pertenecían a la masonería, como demasiado complaciente a la Iglesia católica.
Otro de los motivos del distanciamiento fue la proximidad de la elección presidencial. El grupo disidente, que se había distanciado afectivamente de la figura de Diego Portales por su carácter dominante y sardónico, deseaba llevar a la presidencia a Rengifo, en tanto que los portalianos abogaban por la reelección de Prieto.
El nombre de Filopolita les vino a los primeros por el título de un periódico, El Philopolita, que comenzó a publicar Gandarillas, en el que se contenían indisimulados ataques a Portales y a Prieto. 
Como respuesta al periódico, apareció El Farol, escrito por los portalianos, que denunció los hasta entonces ocultos propósitos de llevar a Rengifo al poder.
El Philopolita cambió entonces de estrategia y se proclamó partidario de la reelección de Prieto, pero, para eliminar el influjo de Portales sobre este, abogó por la reincorporación de los militares que habían combatido junto a Ramón Freire y que habían sido dado de baja.
Prieto se inclinó en definitiva por Portales y lo designó, una vez más, Ministro de Guerra y Marina. Rengifo se retiró entonces del Ministerio de Hacienda, que pasó a manos de Tocornal, que cedió los de Interior y Relaciones Exteriores a Portales, igual que en 1830, volvió a ocupar el máximo poder dentro del gabinete. Prieto fue reelegido y terminó la existencia de los filopolitas.